# Fluffernutter

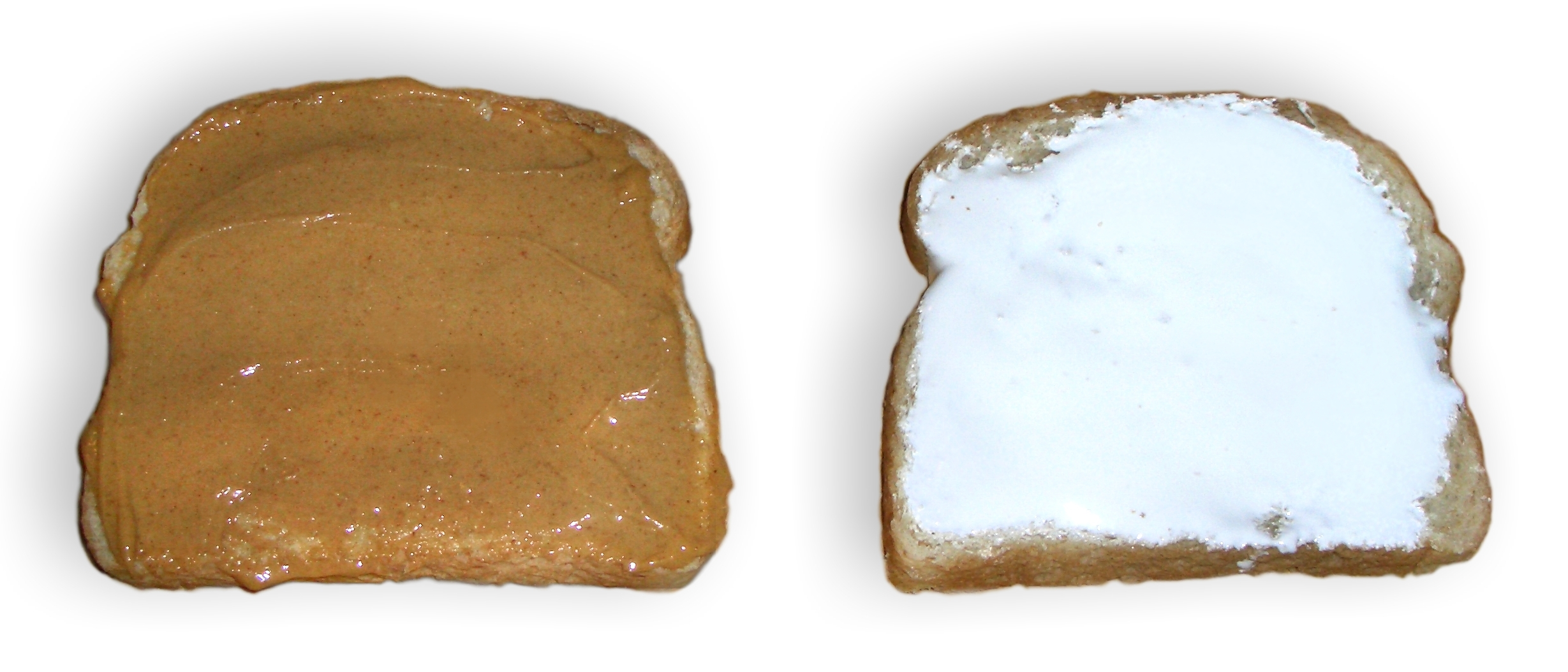
Fluffernutter vor dem Zusammenklappen

Ein Fluffernutter ist ein Sandwich, bestehend aus Weißbrot mit Erdnussbutter und Marshmallowcreme (fluff). Es ist insbesondere in den Neuengland-Staaten der USA verbreitet und besonders bei Schülern beliebt.

## Merkmale und Konsumenten

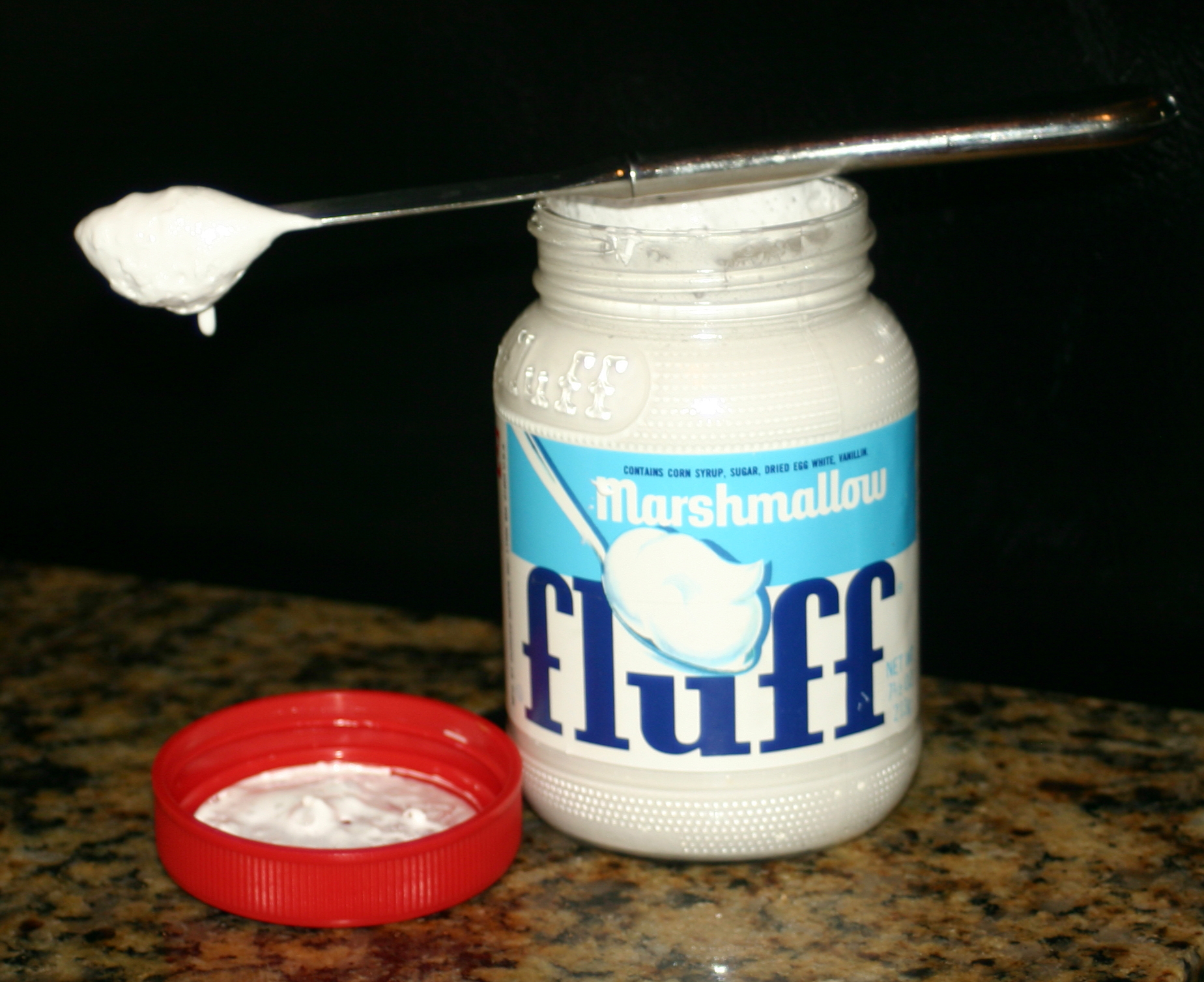
Fluff vor dem Aufstrich
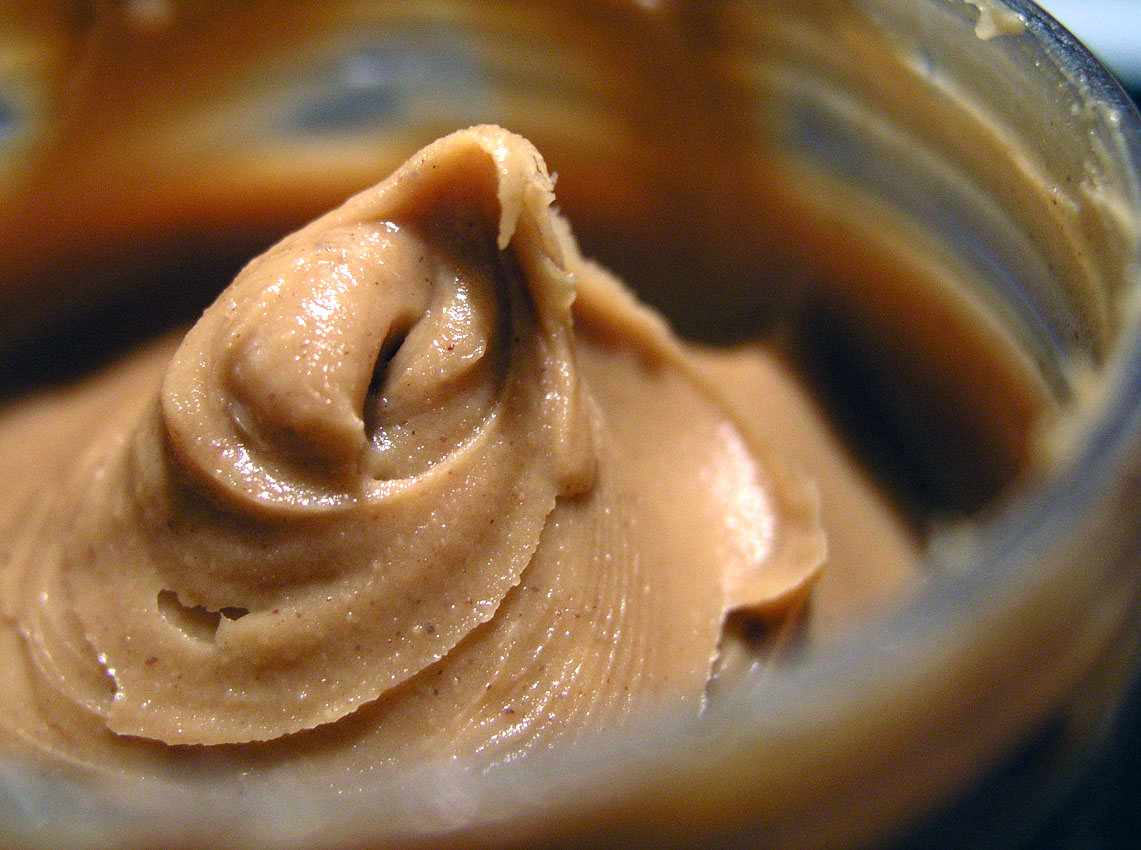
Erdnussbutter vor dem Aufstrich

Bevorzugtes Brot für einen Fluffernutter ist das Weißbrot. Das Sandwich ist nach dem Marshmallow Fluff aus Massachusetts benannt, kann jedoch auch mit jeder anderen Marshmallow-Creme zubereitet werden. Die Fluff-Gläser hatten über lange Zeit das Fluffernutter-Rezept auf der Rückseite. Das Stadtmuseum von Lynn, wo der Marshmallow Fluff hergestellt wird, verkauft T-Shirts mit I’m a Fluffernutter.
Bekannt ist Fluffernutter insbesondere als Schulsandwich, das Kinder gegen ihre oft widerwilligen Eltern erkämpfen.

## Maßnahmen und Folgen
2006 sorgte der Fluffernutter in Massachusetts für politische Auseinandersetzungen, als Jarrett Barrios, Senator von Massachusetts, Fluffernutter als Teil des von Schulen verteilten Essens einschränken wollte. Nach Barrios’ Gesetzentwurf sollten Schulen das Sandwich nur noch einmal pro Woche servieren. Dies führte zu starken Reaktionen. Barrios wurde öffentlich kritisiert und musste ebenso öffentlich betonen, dass er, so wie andere Bürger von Massachusetts auch, Fluffernutter privat gern esse. Nach Barrios’ Vorschlag stiegen die Verkaufszahlen von Marshmallow Fluff deutlich an. Kathi-Anne Reinstein, Repräsentantin für den Distrikt Lynn, wo der Marshmallow-Fluff hergestellt wird, wollte Fluffernutter gar zum offiziellen Staatssandwich von Massachusetts erklären lassen.
2009 startete Kathi-Anne Reinstein als Abgeordnete des Repräsentantenhauses von Massachusetts einen zweiten Versuch, den Fluffernutter als offizielles Staatssandwich von Massachusetts zu etablieren. Sie begründete ihren Vorstoß damit, dass das Sandwich ein einheimisches Produkt sei und zudem viel Protein enthalte. Massachusetts leiste sich ja auch den offiziellen Staatskeks Chocolate Chip, den Staatsnachtisch Boston Cream Pie und den Staatsdoughnut Boston Cream.

## Variante und Verbreitung
Der Verzehr von Fluffernutter ist fast ausschließlich auf Neuengland begrenzt: Der Großteil des Marshmallow Fluffs wird in Neuengland und dem Bundesstaat New York verkauft. Seit einigen Jahren gibt es auch eine Fluffernutter-Eiscreme, die den Geschmack von Erdnuss und Marshmallow kombiniert.